# Инком (Ајдахо)
Инкам (енгл. Inkom) град је у америчкој савезној држави Ајдахо.

## Демографија
По попису из 2010. године број становника је 854, што је 116 (15,7%) становника више него 2000. године.
| Група             | 2000.       | 2010.       |
| Белци             | 693 (93,9%) | 791 (92,6%) |
| Афроамериканци    | 2 (0,3%)    | 5 (0,6%)    |
| Азијати           | 2 (0,3%)    | 7 (0,8%)    |
| Хиспаноамериканци | 20 (2,7%)   | 38 (4,4%)   |
| Укупно            | 738         | 854         |